# Номиноэ
Номиноэ (брет. Nevenoe, фр. Nominoë; около 800 года — 7 марта 851 года) — правитель Бретани в 831—851 годах, основатель бретонской политической традиции, известный как «отец бретонской нации»; бретонский национальный герой. Именно при нём у населения Арморики появилось бретонское самосознание. Современные бретонские националисты присвоили ему титул Tad ar Vro — «Отец отечества».

## Биография

### Номиноэ и Людовик I Благочестивый
Номиноэ происходил из знатной бретонской семьи Плумога. В 819 году (но может быть и в 831 году) император Людовик I Благочестивый назначил его графом Ванна, в 831 году — своим эмиссаром в Бретани (в латинских документах должность его именовалась по-разному: «магистр Бретани», «губернант Бретани», просто «владетель Бретани»; впоследствии он стал именоваться «принцепсом» и «дуксом» и в историю вошёл как первый бретонский герцог). Номиноэ неукоснительно хранил лояльность императору вплоть до его смерти в 840 году.

### Борьба против Карла Лысого
После смерти Людовика I Благочестивого Номиноэ первое время поддерживал в борьбе между внуками Карла Великого правившего Западно-Франкским королевством Карла II Лысого, но в 843 году, сочтя себя достаточно сильным, вступил против него в союз с императором Лотарем I, Пипином II Аквитанским и сторонником последних графом Нанта Ламбертом II, власть которого над Нантом Карл отказался признать.
В том же году Эриспоэ, сын Номиноэ, сразился с назначенным Карлом Лысым графом Нанта Рено Эрбожским при Месаке. При переправе через Вилен бретонцы попали в устроенную Рено засаду, и только появление отрядов Ламберта II спасло войско Эриспоэ от полного разгрома. На обратном же пути уже сами франки были неожиданно атакованы бретонцами и 24 мая 843 года в сражении при Блене потерпели тяжёлое поражение. Среди погибших на поле боя был и граф Рено. После союзники при помощи норманнов взяли Нант и разграбили его.
Фактически, восстание против Карла Лысого означало обретение Бретанью государственной самостоятельности; при этом, границы подвластных Номиноэ территорий продвинулись к Нанту, Рену и Анже, очертив Бретань в размерах, существовавших в последующей истории.
Номиноэ продолжил борьбу против Карла даже после октября 844 года, когда собор епископов в Ютце призвал прекратить междоусобную борьбу и союзники Номиноэ ему подчинились. Вторгшегося спустя год в его владения Карла Лысого он разгромил в сражении при Баллоне (22 ноября 845 года). В следующем году между ним и Карлом было заключено соглашение, в связи с которым Номиноэ упоминается в источниках как «Dux», что даёт повод к предположению, что Карл признал Номиноэ герцогом Бретани за формальное признание последним своего вассалитета от Карла. Впрочем, это не помешало новым рейдам Номиноэ на территорию Карла.

### Внутренняя политика

Королевство Бретань в IX веке

Номиноэ обратился к церковным делам, борясь за свою власть над бретонской церковью. В 849 году в местности Куатлух он провёл синод, который сместил пятерых епископов, назначенных франками, и заменил их креатурами Номиноэ. Известно, что как минимум двое из смещенных епископов были обвинены в симонии; впоследствии папы расценивали эти обвинения как несправедливые и политические. Кроме того, Номиноэ вынужден был защищать Бретань от набегов норманнов, с которыми он вел войны в 844 и 847 годах. Впрочем, последняя кампания была неудачна: Номиноэ был разбит и сумел удалить норманнов только богатыми подарками.

### Новая война против Карла и смерть
В 849 году Номиноэ, воспользовавшись походом Карла II Лысого в Аквитанию, вновь вторгся в Нейстрию. Благодаря этому, Ламберт вернулся в Нант. В 850 году союзники вторглись в графство Мэн, в конце концов присоединённое к Бретани. В августе Карл появился с армией в Рене, установил свой гарнизон в Нанте и назначил здесь графом Амори. Однако уже в следующем году Номиноэ и Ламберт уничтожили эти гарнизоны, захватили Амори и снесли стены Рена и Нанта, чтобы они не могли служить опорой королевским силам.
Номиноэ внезапно умер 7 марта 851 года в районе Вандома в разгаре нового широкомасштабного похода против франков. Похоронен в пользовавшемся его покровительством аббатстве Сен-Совер в Редоне.